# Mobina Fallah
Pour les articles homonymes, voir Fallah.
Mobina Fallah (en persan : مبینا فلاح), née le 13 août 1999 à Yazd, est une archère iranienne. Elle a été la seule représentante de l’Iran en tir à l'arc aux Jeux olympiques d'été de 2024 à Paris, après avoir obtenu son billet pour les Jeux selon le site officiel du Comité national olympique iranien et l’agence de presse IRNA.